# Космічні пірати

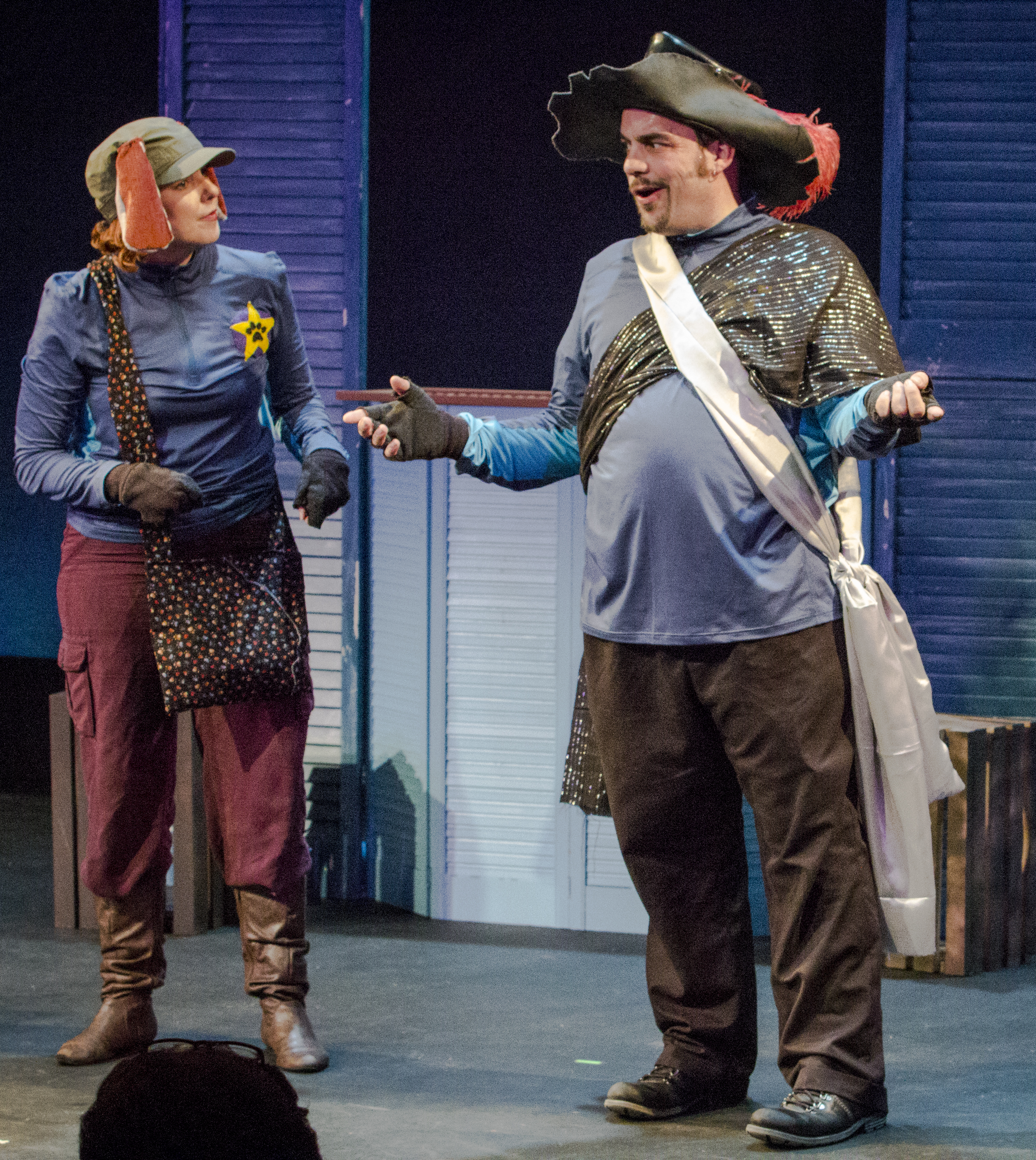
Персонаж космічного пірата у виставі "Мюзикл про цуценя космічного пірата" на Міжнародному театральному фестивалі "Орландо" у 2016 році

Космічний пірат — архетип фантастичних творів, який базується на стереотипних уявленнях про морських піратів доби вітрильного флоту.
На відміну від традиційних морських піратів історії або вигаданих повітряних піратів 19 століття, космічні пірати подорожують у космічному просторі. Якщо традиційні пірати націлені на вітрильники, то космічні пірати виконують аналогічну роль у науково-фантастичних засобах масової інформації: вони захоплюють і грабують космічні кораблі заради вантажу, мародерствують, а іноді й викрадають космічні кораблі, а також вбивають або беруть у рабство членів екіпажу і пасажирів

## У науковій фантастиці
Архетип розвинувся з тропу повітряних піратів, популярного на рубежі століть до 1920-х років. До 1930-х років космічні пірати були постійними героями коміксів Бака Роджерса. Втім, їхній одяг і мова можуть відрізнятися; вони можуть відповідати баченню майбутнього від конкретного автора, а не їхнім морським попередникам. З іншого боку, космічні пірати можуть бути змодельовані за прикладом стереотипних морських піратів. Це можуть бути люди, які походять з Землі, або представники певної раси прибульців. Космічні пірати поширені в космічних операх і м'якій науковій фантастиці, в тому числі в японському аніме та еротиці.

### Із 2020-х по наш час
У 2020 році в різних історіях та оповіданнях з'явилися космічні пірати. У молодіжному романі «Афотик» Д. Р. Маттокса головний герой, Ко, потрапляє на «самокерований безпілотний піратський корабель» на шляху до тренувального табору. У корейському науково-фантастичному фільмі «Космічні прибиральники» основний акторський склад складається з космічних піратів, які виявляють гуманоїдного робота, створеного як зброя масового знищення. Сюди входить капітан Чжан, «таємничий колишній космічний пірат». Роман Л. Ніла Сміта «Генрі Мартін» 2020 року зосереджується на піратах у космосі, зокрема на головному герої Генрі Мартіні, який навчає іншого стати піратом і взяти його ім'я.
У лютому 2021 року CBR назвав Хондо Онаку, який з'явився у фільмі «Зоряні війни: Війни клонів» на чолі групи піратів, «милим космічним піратом і контрабандистом», який наставляє одного з головних героїв «Зоряних війн: Повстанці», Езру, а екіпаж його корабля неохоче приймає його як союзника . Хоча Hyenas, шутер від першої особи про космічних піратів, які крадуть реліквії поп-культури у заможних марсіанських колоністів, був запланований до виходу у 2023 році, Sega скасувала його через невпевненість у його прибутковості.

## У реальному світі
Дехто розглядав ідею космічних піратів, що діють у Сонячній системі, з можливістю космічної економіки, видобутку корисних копалин на астероїдах, дебатів щодо позаземної нерухомості та інших питань космічного права. У 2018 році Майкл Вієц запропонував додати "космічне піратство" до лексикону міжнародного права, а в 2019 році вчені-юристи Алекс Ремсі та Джессіка Ремсі запитали, хто буде "відповідальними суб'єктами" в космосі, заявивши, що вони не включатимуть тих, хто є "певною формою космічного пірата", додавши, що Сполучені Штати визначатимуть "відповідальні" сторони в космосі. У травні 2019 року сенатор США Тед Круз виступив на слуханнях у Конгресі, заявивши, що "пірати загрожують у відкритому морі, і те ж саме можливо і в космосі", і підтримавши створення Космічних сил.
У 2019 році американський підприємець Нова Співак оголосив себе "першим космічним піратом" за контрабанду тардіградів на Місяць на борту посадкового модуля Arch Mission Foundation без повідомлення ізраїльської компанії SpaceIL. Предмети вивозили в космос без дозволу з середини 1960-х років.